# Саврань (Білоцерківський район)
Савра́нь — село в Україні, у Сквирській міській громаді Білоцерківського району Київської області. Населення становить 13 осіб.

## Географія
Село розташоване на правому березі річки Домантівки, правої притоки Сквирки.

## Історія
Засноване наприкінці (або напочатку) XIX століття. Вперше згадане 1900 року як власницька ферма Саврань (Горобіївська волость Сквирського повіту Київської губернії), належало Віктору Нордштейну. Налічувалося 9 дворів, мешкало 48 осіб.

## Населення

### Мова
Розподіл населення за рідною мовою за даними перепису 2001 року:
| Мова       | Кількість | Відсоток |
| ---------- | --------- | -------- |
| українська | 13        | 100%     |